# Liste von Märchen aus Osteuropa
Diese Liste enthält Märchen und Märchen-Sammlungen aus Osteuropa. Für die Hauptliste, siehe Liste von Märchen.
Die Märchen sind geografisch nach Ländern gegliedert. Die Sortierung innerhalb der Länderabschnitte orientiert sich nach Märchensammlern bzw. Autoren sowie nach deren Buchtiteln, sonstigen Werken oder Büchern, in denen deren Märchentexte wiedergegeben werden, wobei die frühesten Ausgaben der Werke angegeben und Doppelungen der Märchen eines Sammlers/Autors vermieden werden sollten. Kunstmärchen sind jeweils am Ende der Länderabschnitte angegeben.
Die Alternativtitel müssen nicht zwingend den jeweiligen Sammlern zugehörig sein, sondern können auch von unbedeutenden Sammlern oder Aufzeichnern sowie Werken ohne Quellenangabe stammen.

## Belarus
L. G. Barag: Handschriftliche Sammlung belorussischer Volksmärchen, aufgezeichnet von L. G. Barag in verschiedenen Bezirken Belorußlands in den Jahren 1945–1951.
- Michas der Witwensohn
- Wie ein Soldat nach Hause zurückkehrte
- Ilja Muromez
- Der kluge Bursche
- Janko und die Teufel
- Der Zauberstab
- Der fliegende Kaftan
- Die drei Spinnerinnen
- Marusja
- Das Geschäft mit dem Teufel
- Janko und die Königstochter
- Die Teufelsfrau
- Iwan Glückspilz
- Die Glücksblume
- Das liebe ich gerade
- Wie der Teufel ein Mädchen fing
- Der Musikant und die Eidechse
- Der listige Dummkopf
- Der Schuster und der Gutsherr
- Die sechs Fische
- Das Glück muß man hüten
- Das Märchen vom Märchen
- Der unsterbliche Schmied
- Der nackte Richter
- Wie ein Schuster Oberpfaffe wurde
- Der Tagelöhner
- Wie ein Pope Heu aß
- Der Pfaffe und der Orgelspieler
- Das Fest des heiligen Malarius
- Von den zwölf Aposteln oder Wie eine Frau ihren Mann aus der Not rettete
- Ruß
- Wie Trachim den Gutsherrn betrog
- Wie ein alter Mann in die Schule ging und sich dadurch Geld verdiente
- Das Stierkalb aus Pech
- Wie sich einem Hund die Augen röteten und die Schwanzhaare sträubten
- Das unsterbliche Lied

P. P. Čubinskij: Ergebnisse einer ethnographischen-statistischen Expedition in die westrussische Region. Band 2, Petersburg 1878.
- Der Schwager der Sonne

W. N. Dobrovolski: Smolensker ethnographische Sammlung. Petersburg 1891.
- Vom wunderlichen fliegenden Alten und Iwan dem Zarensohn[1]
- Das Ringlein[1]
- Iwan Pechvogel[1]
- Der gerechte Richter[1]
- Wie die Heiligen Nikolaus und Petrus Pferde kauften[1]
- Über Weiberlist[1]
- Der Mann, die Frau und der Teufel[1]
- Der Schelm Mikulka[1]
- Wie der Recke Merkuri Smolensk vor dem Einfall des Feindes rettete[1]
- Wie Kosmas und Damian dem Kaufmann sagten, daß er ein Mädchen mit einem Kropf freien werde, und wie er es tatsächlich freite[2]
- Wie Nikolaus den Raufhandel zwischen dem Weib und dem Teufel schlichtete[2]

Michał Federowski: Die Belorussen im litauischen Rußland. 2 Bände, Krakau 1897–1903.
- Von den drei Brüdern, dem Wolf und der Wunderquelle[1]
- Die hölzerne Taube[1]
- Wie eine Frau ihren Schwur hielt[1]
- Brautwerber bei Edelleuten[1]
- Der schlaue Diakon[1]
- Der zu kluge Pope[1]
- Der Pfaffe als Teufel[1]
- Wie ein Bauer den Frost besiegte[1]
- Wie die Tiere einem Menschen dankten[1]
- Der betrunkene Löwe[1]
- Der Löwe und das Pferd[1]
- Wie der Teufel den Wolf erschuf[1]
- Der Flug zur Sonne[1]
- Aus den Erzählungen über Tadeusz Kościuszko[1]
- Der Tod, dem er bestimmt ist[2]

Filipp Pavlovič Gospodarev: Die Märchen Filipp Pavlovič Gospodarevs. Petrosawodsk 1941.
- Die Soldatensöhne

E. R. Romanov
Belorussische Sammlung. Band 3, Mahiljou 1887.
- Der listige Trunkenbold
- Die goldene Feder
- Der alte Mann und die alte Frau
- Der Geldbeutel des Kranichs
- Der alte Nesterka
- Der katholische Fuchs
- Wie der Wolf und der Hund einen Prozeß führten

Belorussische Sammlung. Band 4, Mahiljou 1891.
- Kosak Michailo
- Der Teufel und der Hirt
- Die drei Vermummten
- Gott, der arme Bauer und die Richter
- Wie Gott den Popen Langhaar erschuf
- Der blaue Brunnen
- Dnepr und Sosh
- Kusma und Demjan

Belorussische Sammlung. Band 6, Wizebsk 1901.
- Die Eiche Dorochwej
- Der Krebs als Zarensohn

P. V. Šejn
Belorussische Volkslieder. Petersburg 1874.
- Wozu ist Gott nötig?
- Wie ein Gutsherr sich mit einem Bauern nicht verständigen konnte

Materialien zum Studium des Lebens und der Sprache der russischen Bevölkerung der Nordwestregion. Band 2, Petersburg 1893.
- Erbse und der Drache
- Gib mir das, was dir zu Hause unbekannt ist
- Der Musikant Klimjata und die Teufel
- Die Königin und die Schustersfrau
- Der Pope und der Diakon
- Der Recke als Arbeiter beim Popen
- Der Handwerker, seine Frau und der Soldat
- Wenn es dir nicht gefällt, dann hör nicht zu!
- Gut, aber nicht sehr gut
- Die Rache des Spechtes
- Der Schafbock und der Wolf
- Kyrill Koshemjak der Gerber

A. K. Seržputovskij
Märchen und Erzählungen der Polesjer Belorussen. Petersburg 1911.
- Der Schmied
- Der Recke
- Der Reiche
- Wie man sich auch dreht und wendet, sterben muß man doch
- Die Heiligen Elias und Petrus
- Der weise Salomon
- Vom Bauern, der so dumm wie eine Krähe und so gerissen wie ein Teufel war
- Wie Pfaffen geheilt wurden
- Der Bauer und der Gutsherr
- Den Gutsherren zur Lehre
- Das Teufelsmoor
- Woher das Böse auf der Welt kommt

Märchen und Erzählungen der Belorussen aus dem Kreis Sluzk. Minsk 1926.
- Der Recke ohne Beine
- Der Tölpel
- Die Liebe
- Feuer im Herzen und Verstand im Kopf
- Der Zaubermusikant
- Die verkaufte Geige
- Wer das Geld erdacht hat
- Das Mädchen
- Nicht mit Kraft, sondern durch Kühnheit
- Drei Pfaffen und ein Ei
- Der Teufel und der Mond
- Warum Fürst Radziwill so viel Land besitzt
- Kosak Platon

Aberglauben und Omina der Belorussen aus dem Kreis Sluzk. Minsk 1930.
- Der Wind, der Frost und die Sonne
- Wie die Recken ausstarben

Weitere Märchen
- Wie Gott die Gutsherren erschuf (Pietkiewicz, 1938)[1]
- Wie der Partisanengeneral Kowpak auf Kundschaft ging (Sovetskaja ėtnografija, 1948)[1]
- Sagen und Erzählungen über den Partisanen Saslonow (Sovetskaja ėtnografija, 1948)[1]

Weitere Bücher
Slawische Märchen. Artia Verlag, Prag 1971; erzählt von V. Stanovský, O. Sirovátka und R. Lužík.
- Iwan Hühnerbein

Märchen der Völker der Sowjetunion – Märchen aus der Ukraine, Belorussland und Moldawien. Raduga-Verlag, Moskau 1987.
- Winzigklein

## Russland
Alexander Nikolajewitsch Afanassjew
Narodnye russkie skazki. 3. Aufl., 2 Bände, Moskau 1897.
- Die Zarentochter im unterirdischen Reich
- Der beinlose und der blinde Held
- Das Märchen von der Tiermilch
- Sturmheld Iwan Kuhsohn
- Der Zarensohn und sein Diener
- Das Mädchen ohne Hände
- Foma Berennikow
- Der Ungewaschene
- Der unsterbliche Koschtschej
- Vom bösen Weibe
- Die Entenjungfrau
- Iwanko Bärensohn
- Baldak Borisjewitsch
- Der Vampir

Russische Volksmärchen. C.W. Stern, Wien, 1906.
- Die Füchsin und der Wolf (auch Fuchs und Wolf[5] oder Wie der Fuchs und der Wolf auf Fischfang gingen[6], siehe: Der Fuchs im Märchen)
- Die Füchsin als Hebamme (auch Wie die Füchsin die Wehmutter gemacht hat[5], siehe: Der Fuchs im Märchen)
- Die Füchsin als Klageweib (auch Wie die Füchsin das Klageweib gemacht hat[5] oder Der Fuchs als Arzt[7])
- Der kranke Löwe
- Alte Dienste vergißt man (auch Undank ist der Welt lohn)[5]
- Schaf, Füchsin und Wolf
- Die Tiere in der Grube
- Die Füchsin und das Birkhuhn (auch Der Fuchs und der Birkhahn[7], vgl. Der Hahn und der Fuchs)
- Füchsin und Krebs (vgl. Der Fuchs und der Krebs)
- Kranich und Ente (auch Kranich und Reiher[5] oder Der Kranich und die Rohrdommel[7])
- Die Pilze
- Frost, Sonne und Wind
- Die Hexe und die Sonne (auch Die Hexe und die Sonnenschwester)[7]
- Wasusa und Wolga (auch Die Wasusa und die Wolga)[7]
- Der Frost (auch Junker Frost[5] oder Märchen vom Meister Frost)
- Steppenmärchen
- Die braune Kuh
- Baba Jaga
- Wasilisa, die Wunderschöne (auch Die schöne Wassilissa[5] oder Wassilissa die Wunderschöne[7])
- Filjuschka
- Fürst Daniel hat’s befohlen
- An Gottes Segen ist alles gelegen
- Der Königssohn und sein Diener
- Die Kaufmannstochter und ihre Dienerin
- Die Reiche aus Kupfer, Silber und Gold
- Die Geschichte von Wassilissa mit dem Goldzopf und Iwan aus der Erbse
- Iwan Kuhsohn der Sturmritter
- Bärchen und die drei Ritter, Schnauzbart, Bergwender und Eichenwender
- Die sieben Brüder Simon
- Nikita der Gerber
- Schabarscha
- Der Soldat und der Teufel
- Die beiden Soldatensöhne Iwan
- Der unsterbliche Koschtschei
- Fjodor Tugarin und Anastasia die Wunderschöne
- Iwan Zarewitsch und Bjely Poljanin
- Buchtan Buchtanowitsch
- Emelja, der Dummkopf
- Feuervogel und Zarewna Wassilissa (auch Der Feuervogel und Wassilissa die Zarentochter)[7]
- Das Märchen von dem kühnen Jüngling, dem Lebenswasser und den verjüngenden Äpfeln
- Schimmel, Fuchs und Rappe
- Das unbedachte Wort
- Wassilissa, die Popentochter

Russische Volksmärchen. Ludwig, Wien 1910.
- Der Traum (auch Der weissagende Traum)[7]
- Der Ritter ohne Beine und der Ritter ohne Augen
- Geh hin – Ich weiß nicht wohin, bring das – ich weiß nicht was (auch Geh dahin – ich weiß nicht, wohin, bring mir das – ich weiß nicht, was[7] oder Gehe dorthin – ich weiß nicht wohin Bringe das – ich weiß nicht was[9])
- Der Zauberspiegel (auch Das Zauberspiegelchen)
- Das Federchen vom hellen Falken Finist (auch Die Feder von Finist dem edlen Falken[5], Die Feder Finists, des hellen Falken[7], Vom lichten Falken Finist[6], Der Falke Finist oder Finist, der Falke)
- Zar-Bär
- Elena die Weise
- Die Zarewna löst Rätsel
- Schwesterchen Alenuschka und Brüderchen Iwanuschka (auch Schwesterchen Aljonuschka und Brüderchen Iwanuschka[5], Aljonuschka und Iwanuschka oder Schwesterchen und Brüderchen)
- Die weiße Ente (auch Das weiße Entchen)
- Zarewna Frosch (auch Die Froschzarin[5] oder Die Froschkönigin)
- Elend (auch Die Sorge[5] oder Gevatter Elend)
- Wassili Zarewitsch und Elena die Wunderschöne (auch Wassili und Elena)
- Schemjaks Richtsprüche (auch Die Richtsprüche)
- Der Töpfer
- Das kluge Mädchen (auch Die kluge Jungfrau[7], vgl. Die kluge Bauerntochter)
- Die versprochenen Kinder
- Blendwerk
- Vom heiligen Nikolaus
- Der Geizhals

Narodnyja russkija skaski i legendy, tom I i II. Isdatjelstwo I. P. Ladyschnikowa. Berlin 1922.
- Der Fuchs, der Hase und der Hahn (auch Fuchs, Hase und Hahn[5], vgl. Der Hase und der Fuchs)
- Der Fuchs als Beichtvater (vgl. Von einem Hahnen und Fuchs)
- Der Kater, der Hahn und der Fuchs (vgl. Das Katerchen, das Hähnchen und der Fuchs)
- Der Kater und die Füchsin (auch Kater und Füchsin[5], vgl. Die Katze als Frau Fuchs)
- Der Bär, der Hund und die Katze
- Das Märchen von der morschen Ziege
- Das goldene Fischchen (auch Goldfischchen)
- Das Hühnchen
- Die Geschichte vom bissigen Hecht
- Das Haus der Fliege
- Die alte Schwätzerin
- Die drei Zarenreiche
- Die Baba-Jaga und der kecke Junge
- Gänse – Schwäne
- Fürst Danilo und seine Schwester
- Iwan Zarewitsch und Marfa Zarewna
- Der Norka
- Sieben Semjone (auch Die sieben tüchtigen Brüder[9] oder Märchen von den sieben Brüdern[10], vgl. Die vier kunstreichen Brüder)
- Iwan der Bär
- Iwan der Bauernsohn und das Männchen
- Marja Morewna (auch Maria Morewna)[5]
- Iwan-Zarewitsch und der Weiße Recke
- Der kristallene Berg
- Das Zauberpferd
- Zweie aus dem Sack (auch Zwei aus dem Sack)
- Der Hahn und die Handmühle (auch Vom Hahn und der Zaubermühle)[6]
- Der Zauberring
- Das Wunderhuhn
- Das wunderbare Hemd
- Die kluge Ehefrau
- Der Meeres-Zar und Wassilissa die Wunderweise
- Die gekaufte Frau
- Der Schmied und der Teufel
- Jelena die Wunderweise
- Das Salz
- Der goldene Berg
- Der Jäger und seine Frau
- Der Schatz
- Der schnelle Bote
- Zarewna-graue Ente
- Zarewna-Unke
- Zarewna-Schlange
- Die verzauberte Königstochter
- Der verwunschene Zarensohn (vgl. Die Schöne und das Biest)
- Der rotznasige Ziegenbock
- Schmutzchen
- Ohneärmchen
- Sonne, Mond und Sterne
- Die Zarentochter, die nicht lachen konnte
- Werlioka
- Marko der Reiche und Wassilij der Glücklose
- Die Geschichte vom berühmten und tapferen Helden Ilja Murometz und dem Räuber Nachtigall
- Ilja Murometz und der Drache
- Danilo der Glücklose
- Die verleumdete Kaufmannstochter
- Gespenstergeschichte
- Der Waldgeist
- Ein Schelmenmärchen
- Die Wahrsagerin
- Der Zauberer
- Der Dieb
- Der diebische Bauer
- Soldatenrätsel
- Der Dumme und die Birke (vgl. Der dumme Petro, die reiche Birke und der Pope in der Ochsenhaut)
- Lutonja
- Der Bauer und die Gans
- Volksspäße
- Der Soldat
- Ilja der Prophet und der heilige Nikola
- Der weise Salomo
- Der Soldat und der Tod

Russische Volksmärchen. Moskau 1957.
- Fuchs und Kranich (auch Vom Fuchs und dem Kranich[6], vgl. Der Fuchs und der Storch)
- Bauer, Bär und Fuchs (auch Vom Bäuerlein, das den Bären und den Fuchs überlistete[6], siehe: Der Fuchs im Märchen)
- Der dumme Wolf (auch Vom dummen Wolf)[6]
- Die Ziege
- Das Schlößchen
- Der Pfannkuchen
- Die habgierige Alte
- Iwaschko und die Hexe
- Die wilden Schwäne
- Der Hexenmeister
- Das zanksüchtige Weib
- Lutonjuschka
- Des Ziegenbocks Begräbnis
- Der gutmütige Pope
- Der listige Bauer
- Ein Lügenmärchen
- Ein Neckmärchen

Narodnye russkie skazki. 1–3, Moskau 1958.
- Das Kreuz als Bürge
- Vom Väterchen Nikolaus

Alexander Nikolajewitsch Afanassjew und Wladimir Iwanowitsch Dal
- Zar Saltan
- Das Märchen von der toten Prinzessin und den sieben Recken
- Snegurotschka
- Väterchen Frost, 1964 verfilmt als Abenteuer im Zauberwald
- Der Hirsch mit dem goldenen Geweih
- Abenteuer im Zauberwald
- Das fliegende Schiff (auch Vom fliegenden Schiff)[6]

Weitere Sammler
Varvara Pavlovna Adrianova-Peretc: Russkaja demokratičeskaja satira XVII veka. Moskau 1954.
- Die Erzählung vom Urteil des Schemjaka

Mark Konstantinovič Azadovskij: Das russische Märchen. Moskau 1932.
- Der Adler-Zarewitsch und sein Sohn (auch Zarewitsch Adler)[6]
- Die Alte (N. P. Grinkova)
- Das vergnügte Kloster

Mark Konstantinovič Azadovskij und L. Eliasov: Die Märchen Magajs.
- Der Wildwolf und Iwan Zarewitsch (auch Vom Zarewitsch Iwan und dem wilden Wolf)[6]
- Wie ein Bauer Gänse teilte

N. Charuzin: Sbornik svedenij dlja izučenija byta krestjjanskogo naselenija Rossii. Moskau 1889/1890.
- Der Soldat und sein Ranzen

Iwan Alexandrowitsch Chudjakow: Großrussische Märchen. Moskau 1860/1861, Petersburg 1862.
- Der weise Iwan[5]
- Das geschwätzige Weib[5]
- Bruder und Schwester[3]
- Das Mädchen als Soldat[3]
- Die Schnepfe[3]
- Der verzauberte Lindenbaum[3] (vgl. Vom Fischer und seiner Frau)
- Siebenjahr[3] (vgl. Die kluge Bauerntochter)

P. P. Čubinskij: Trudy etnografičesko-statističeskoj ekspedicii v Zapadno-russkij kraj. Petersburg 1878.
- Das Glücksmädchen

V. N. Dobrovoljskij: Smolenskij etnografičeskij sbornik. Teil 1, Petersburg  1891.
- Von dem Bauern, der gewandt zu lügen verstand
- Drei Jäger

Mychajlo Drahomanow: Malorusskie narodnye predanija i rasskazy. Kiew 1876.
- Die einundvierzig Brüder

É. Gofman und S. Minc: Die Märchen I. F. Kovalevs. Moskau 1941.
- Jemelja der Dummkopf (auch Vom dummen Jemelja)[6]
- Als sich Mücke und Fliege bekriegten
- Die Zarin ohne Arme
- Die zwei Kaufleute

V. N. Jastrebov: Materialy po etnografii Novorossijskogo kraja. Odessa 1894.
- Vom Drachen

Nina Dmitrievna Komovskaja: Die Märchen M. A. Skazkins. Gorki 1952.
- Die Mär von Ilja Muromez
- Jeruslan Lasarewitsch (auch Vom tapferen Jeruslan Lasarewitsch)[6]

Pantelejmon Kulisch: Zapiski o Južnoj Rusi. 2 Bände, Petersburg 1856/1857.
- Die Mutter und der tote Sohn
- Iwas und die Hexe

T. N. Ljaško: Russische Volksdichtung in Baschkirien.
- Der Kater mit dem Goldschwanz
- Das Schneekind
- Das Urteil des Schemjaka

N. V. Novikov: Die Märchen F. P. Gospodarevs. Petrosawodsk 1941.
- Peter der Große und der Soldat (auch Vom Soldaten und dem Zaren Peter)[6]
- Der Bauer und der Pope

A. M. Novikova und I. A. Ossoveckij: Die Märchen der Kuprijanicha.
- Iwan-Wassersohn und Michail-Wassersohn (auch Von Iwan Wassersohn und Michail Wassersohn)[6]
- Kirik
- Der lüsterne Pope

N. E. Ontschukow: Severnye skazki. Petersburg 1909.
- Der hölzerne Adler[3]
- Der Schwarzkünstler-Zar[3]
- Die Pantöffelchen von Lausleder[3]
- Iwan Pechvogel[3]
- Damian und Kosmas[2]

Erna Vasil’evna Pomeranceva
- Fürst Pjotrs treue Gemahlin[5]

Russische Volksdichtung in Baschkirien.
- Wie das Schwein zu Tanze ging
- Das Schweinchen

Russische Volksmärchen.
- Daumengroß

D. Rovinskij: Russkie narodnye kartinki. Petersburg 1881.
- Das Märchen von Ssila Zarewitsch und Iwaschka Weißes Hemd

Ivan Rudčenko: Narodnye južnorusskie skazki. Kiew 1869/1870.
- Die drei Brüder
- Die Taube
- Die Zarentochter Frosch
- Och
- Vaters Tochter und Mutters Tochter

Dmitri Nikolajewitsch Sadownikow: Märchen und Überlieferungen aus der Gegend von Samara.
- Der Hahn und die Bohne[5]
- Die Ziege Naseweis[5]
- Iwan Zarewitsch und die schöne Maria mit dem schwarzen Zopf[5]
- Der Soldat und der Teufel (T. S. Poluektov)[5]
- Des Zaren Handwerksmeister[5]
- Das Hühnchen Tataruschka[5]
- Der Herr als Schmied[5]
- Der Herr und der Bauer[5]
- Von der Not[5] (auch Wie der Gutsherr die Not kennenlernte)[6]
- Wanjuschka und Annuschka[3]
- Marko der Reiche[3]
- Das Säckchenfülldich[3]

P. V. Šejn: Materialy dlja izučenija byta i jazyka russkogo naselenija Severo-zapadnogo kraja. Petersburg 1893.
- Der Däumling
- Der Kater und der Däumling
- Der Edelmann und der Bauer
- Iwan Aschenpuster

M. Serova: Nowgoroder Märchen. Leningrad-Moskau 1924.
- Das besprochene Wasser
- Der Topf

A. M. Smirnov: Sbornik velikorusskich skazok Archiva Russkogo geografičeskogo obščestva. Vypusk I, Petrograd 1917.
- Der Mann mit den zwei Frauen

B. Sokolov und Ju. Sokolov: Märchen und Lieder aus der Gegend von Belosersk. Moskau 1915.
- Iwan Zarewitsch und Blauäuglein, die Heldenjungfrau
- Das goldene Ei
- Wie ein Pope seine Knechte plagte
- Der alte Ossip und die drei Popen
- Die böse Herrin

Ju. M. Sokolov: Gutsherr und Bauer. Moskau 1932.
- Die Herrin und die Kücken
- Der Herr und der Hund

Dmitri Konstantinowitsch Selenin
Großrussische Märchen aus dem Gouvernement Perm. Petrograd 1914.
- Wanjuschka

Großrussische Märchen aus dem Gouvernement Wjatka. Petrograd 1915.
- Die Tochter des Zaren[5]
- Von Nikita dem Herumtreiber[5]
- Nikolaus der Wundertäter[2]

Weitere Märchen 
- Der Spatz, das Mäuschen und der Pfannkuchen
- Das bucklige Pferdchen (Die Folklore von Tambow)[5]
- Der Unterfähnrich (I. A. Ossoveckij, Russische Volksmärchen)[5]
- Wanjuschka der Dummkopf (N. Savuškina und L. Jaškovskaja, Russische Volksmärchen)[5]
- Andrej der Jäger (A. N. Nečaev, Die Märchen M. M. Korguevas. Petrosawodsk 1939.)[5]
- Die Schafe im Meer (M. V. Krasnoženova, Die Märchen unserer engeren Heimat. Krasnojarsk 1940.)[5]
- Der Soldat im Jenseits (auch Vom Soldaten, der im Himmel und in der Hölle diente[6]; L. D. Kaljakina, Russische Volksdichtung in Baschkirien[5])
- Der Schmied und der Teufel (Die Folklore im Ural vor der Revolution)[5]
- Vom Hammerschmied und dem Teufel (Die Folklore im Ural vor der Revolution)[5]
- Erzählung von Bowa dem Königssohn, dem ruhmreichen und starken Recken (P. T. Litvinov, Russische Volksmärchen)[5]
- Wie eine Löwin einen Zarensohn aufzog (T. M. Akimova, Die Folklore des Gebietes Saratow. Saratow 1946.)[5]
- Mikola Duplenski (N. I. Roždestvenskaja, Geschichten und Märchen aus dem Weißmeergebiet und der Gegend von Pinega. Archangelsk 1941.)[5]
- Der musikalische Pope (M. Sabinina und V. Edelštejn, Russische Volksdichtung in Baschkirien)[5]
- Der Herr und der Zimmermann (N. E. Ončukov, Die Märchen des Nordens. Petersburg 1908.)[5]
- Der dumme Iwan (Živaja starina. Petersburg 1902.)[3]
- Oletschka (Kurskij sbornik. Kursk 1903.)[3]
- Die Jungfrau Zar (Živaja starina. Petersburg 1897.)[3]
- Die Erzählung von Iwan dem Mesnerssohn, wie er im Kampfe lag wider den türkischen Sultan (Grigorij Kušelev-Bezborodko und N. Kostomarov, Pamjatniki starinnoj russkoj literatury. Petersburg 1860.[16])[3]
- Die Erzählung von Jorsch Jerschowitsch, dem Kaulbarsch (Russkaja povestj XVII veka. Leningrad 1954.)[3]

Zapiski Krasnojarskogo podotdela Vostočno-sibirskogo otdela imperatorskogo Russkogo geografičeskogo obščestva po etnografii. Krasnojarsk 1902.
- Die Teufelsflöte
- Peter der Erste als Dieb
- Der Bauer und die goldne Sonne
- Marjuschka

Weitere Bücher
Märchen europäischer Völker – Russische Märchen. Bertelsmann, Gütersloh 1970er.
- Der Kristallberg
- Der böse Riese Werlioschka
- Die Wahrheit und die Lüge
- Iwan-Kuhsohn
- Der tapfere Tagelöhner
- Die Wunderblume
- Das Märchen vom zänkischen Bauern
- Vom Elend
- Der seherische Traum
- Der Zwerg mit dem Schnurrbart
- Prinzessin Maria Morewna und der Zauberer
- Der Eisklumpen
- Die Sprache der Vögel
- Die Zarin Frosch
- Die geschwätzige Frau
- Der treue Freund
- Die Blinden
- Das Märchen vom Barsch
- Tyrkyneku und die schöne Gytinnäu
- Prinz Iwan und die Harfe
- Der gierige Kaufmann
- Der goldene Karpfen
- Der Vogelzug
- Der Wolf, der Hund und der Kater
- Die Nachbarn
- Das Märchen von der schönen Ajoga
- Verfolgte Unschuld
- Gritzko und der Pan
- Assilak und der Drache
- Die Katze und das Schaf
- Das Winterlager der Tiere
- Der Axtbrei
- Rollerbslein
- Hund, Wolf und Kater als Gesellen
- Wie der Bauer mit dem hochmütigen Gutsherrn zu Mittag aß
- Der Zauberspielmann
- Warum der Dachs und der Fuchs in Höhlen wohnen
- Wie Wassil den Drachen tötete
- Pilipka, das Söhnchen
- Das Mädchen und der Mond
- Der Löwe und der Hase
- Wie der Bär das Teilen lehrte
- Marco der Reiche und Wasili der Unglückliche
- Zwitscher hin und zwitscher her
- Der Vogel Kachka
- Der kranke Spatz
- Schneeflöckchen

Russische Märchen. Artia Verlag, Prag 1975.
- Von Iwan Stiersohn
- Vom genäschigen Fuchs und Kusma Schnellreich (vgl. Die Füchsin und der Schäfer)
- Von den zwölf Mikitas
- Vom Gevatter Naum
- Vom Großmütterchen, das alles wußte
- Vom Kater und dem Schafbock
- Von der Bitteren Not
- Vom armen Foma, der nur eine Kuh und einen alten Ziegenbock sein eigen nannte
- Vom hölzernen Adler
- Vom geizigen Bauern und dem klugen Knecht
- Vom schlauen Fuchs (siehe: Der Fuchs im Märchen)
- Vom klugen Soldaten und den drei Zarentöchtern
- Von den Bärenbräuten
- Von der unglücklichen Kaufmannstochter
- Peter von den goldenen Schlüsseln

Slawische Märchen. Artia Verlag, Prag 1971; erzählt von V. Stanovský, O. Sirovátka und R. Lužík.
- Vom Kater Schnurre
- Vom dummen Iwan und dem Grauschimmel
- Kolja, die schöne Nastasja und der Meeralte

Märchen der Völker der Sowjetunion – Märchen der Völker der RSFSR. Raduga-Verlag, Moskau 1987.
- Die schöne Marja mit dem langen Zopf
- Schwesterlein Aljonuschka und Brüderlein Iwanuschka
- Chawroschetschka
- Altyn-saka Goldener Knöchel (baschkirisch)
- Wie der Mulla eine Lehre erhielt (tschetschenisch)

Märchen der Welt, Magnus-Verlag, Essen 1983, Roland W. Pinson.
- Die Waldfrau
- Die Ziege, das Lamm und das Kalb
- Der dumme Ivan

Märchen der Völker – Russland. Magnus Verlag, Essen; nacherzählt von Bodo von Petersdorf.
- Hecht auf dem Baume, Hase im Wasser
- Der Stern der Zarewna
- Die drei Schwiegersöhne
- Das Allerweltswunder
- Von den Teufelchen auf dem Eichenbaum (vgl. Die beiden Wanderer)
- Des Herrn Befehl
- Vierzig mal Vierzig
- Der Gußlispieler
- Märchen von den wundertätigen Bettlern
- Die Hexe
- Das Mäusemädchen

## Kunstmärchen aus Russland
Nikolai Wassiljewitsch Gogol
- Spuk in der Christnacht[18]

Maxim Gorki
- Die alte Isergil (auch Die Märchen der alten Isergil)[18]

Alexander Sergejewitsch Puschkin, Dramen Märchen Aufsätze, SWA-Verlag Berlin, o. A.
- Zar Saltan
- Das Märchen vom Pfaffen und seinem Knecht Lümmel
- Das Märchen vom Fischer und dem Fischlein
- Das Märchen von der toten Zarentochter und den sieben Recken (vgl. Schneewittchen)
- Das Märchen vom goldenen Gockel

Lew Nikolajewitsch Tolstoi
- Wieviel Erde braucht der Mensch?[18]

## Ukraine
P. P. Čubinskij: Arbeiten der ethnographisch-statistischen Expedition in das Gebiet Westrußlands. Petersburg 1878.
- Der Löwe und der Hecht[20]
- Iwans Kater[20]
- Die Tochter des Alten und der goldene Apfelbaum[20]
- Der Hundesohn, der Froschsohn, der magere Sohn und die goldlockigen Söhne der Zarin[20]
- Jursa-Mursa und der junge Schütze[20]
- Von dem armen Burschen und der Zarentochter[20]
- Von der Zarentochter, deren Seele in einem Ei in einer Pappel lag[20]
- Der Recke Hundesohn[20]
- Petrus und der liebe Gott[20]
- Der Alte[20]
- Vom reichen Marko[20]
- Die drei Brüder und der liebe Gott[20] (vgl. Der alte Mann und die drei Brüder)
- Von der Kosakentochter Marussja[21]
- Vom Dreiersohn[21]
- Zwei Pflüger[21]
- Wie die Weiber das Gesundbeten erlernten[21]
- Vom Schicksal[21]
- Vom Glück, das auf die alten Tage kam[21]
- Die Gerechtigkeit und die Ungerechtigkeit[21]
- Warum heutzutage die alten Leute ihren Tod sterben[21]
- Die drei Ratschläge[21]
- Zwei Popen[21]
- Das böse Eheweib[21]
- Wenn in der Ehe Zwietracht herrscht[21]
- Wer hat schwerer zu arbeiten?[21]

Borys Dmytrowytsch Hrintschenko
Ukrainische Volksmärchen. Band 2, Kiew 1917.
- Schwesterchen Füchsin (siehe: Der Fuchs im Märchen)
- Die Füchsin, der Kater und der Hahn (vgl. Das Katerchen, das Hähnchen und der Fuchs)
- Die Füchsin als Taufpatin (siehe: Der Fuchs im Märchen)
- Die Füchsin, die Tiere und der Specht (siehe: Der Fuchs im Märchen)
- Das Schaf und der Wolf
- Die mäklige Ziege
- Der Alte und die Alte
- Großvaters Tochter und Großmutters Tochter
- Kullererbse
- Der goldene Schuh
- Die Schwester ohne Arme
- Das weise Mädchen
- Die schwatzhafte Chweska

Ethnographische Materialien. 3 Bände, Černigov 1895–1899.
- Der Bär, der alte Mann und der Fuchs[20] (siehe: Der Fuchs im Märchen)
- Der Wolf, der Hund und der Kater[20]
- Das Schicksal[20]
- Der geizige Gutsbesitzer[20]
- Der getreue Iwan[20]
- Der Zigeuner als Schnitter[20]
- Anton der Dieb[20]
- Der Bauer, der heilige Petrus und der Prophet Elias[21]
- Das Glück kommt von Gott[21]

I. Levčenko: Märchen und Erzählungen aus Podolien. 2 Bände, Kiew 1928.
- Das Häschen und das Zweiglein[20]
- Wie die ersten Menschen einander über eine Meile hinweg eine Axt zureichen konnten[20]
- Wie der liebe Gott zu einem Reichen auf die Hochzeit ging und der Reiche die Hunde auf ihn hetzte[20]
- Für den Reichen führt kein Weg zum Paradies[20]
- Wie ein Kosak einem eigenmächtigen Gutsherrn eine Lektion erteilte[20]
- Wie sich ein Gutsherr einen Scherz erlaubte[20]
- Der kluge Arme und der unersättliche Reiche[20]
- Wie ein Pfarrer ein Fohlen zur Welt bringen sollte[20]
- Der versoffene Pfarrer[20]
- Vom hellsichtigen Jungen, der Papst wurde[21]
- Die Wahrheit und die Unwahrheit[21]
- Der blinde Richter[21]
- Als Gott die Welt schuf[21]
- Der Bauer, der Doktor und der Sterndeuter[21]
- Wenn in der Ehe Eintracht herrscht[21]
- Der kluge Arme und der gierige Reiche[21]
- Der Wolf und der Hund[21]
- Gottes Mühlen mahlen langsam[2]

Bohdan Mykytiuk: Sammlung Mykytiuk.
- Ivanko und das Pferd mit der goldenen Kandare
- Der Räuber Tonaš
- Christus als Ehestifter
- Keiner kann seinem Schicksal entrinnen
- Graf Kuzma
- Das kluge Mädchen (vgl. Die kluge Bauerntochter)
- Wie eine Frau dreimal beerdigt wurde
- Der dumme Petro, die reiche Birke und der Pope in der Ochsenhaut
- Der gedroschene Taufpate
- Gibt es Hasen in Wasser und Fische im Wald?
- Wie es bei Ivan in der Hochzeitsnacht zuging
- Opas Hahn und Omas Henne
- Das Hühnchen und das Würstchen

P. E. Rudčenko: Südrussische Volksmärchen. 2 Bände, Kiew 1869/1870.
- Schwesterchen Füchsin und Bruder Wolf (auch Schwesterchen Füchsin und Brüderchen Wolf[20], siehe: Der Fuchs im Märchen)
- Die Füchsin und der Kranich[20] (vgl. Der Adler lehrt den Fuchs fliegen)
- Der Herr Kater[20]
- Der arme Wolf[20]
- Sirko[20]
- Der Ziegenbock und der Hammel[20]
- Zwei Kameraden[20]
- Das Stierkalb aus Stroh[20]
- Der Pfannkuchen[20]
- Der Handschuh[20]
- Das lahme Entchen[20]
- Die Zarentochter als Kröte[20]
- Das Wunderei[20]
- Telessyk[20]
- Das fliegende Schiff[20][3]
- Die Wahrheit und die Lüge[20]
- Die Faule[20]
- Der Drache[21]
- Der Schwiegersohn der Sonne[21]
- Wenn man ein versprochenes Märchen vergißt[21]

Weitere Sammler
Alexander Nikolajewitsch Afanassjew: Russische Volksmärchen. Moskau 1897.
- Der heilige Nikolaus als Ehestifter

R. F. Čmychalo: Erzählungen von R. F. Čmychalo. Lwiw 1903.
- Vom Einsiedler und vom Teufel

Mychajlo Drahomanow: Kleinrussische Volkssagen und Erzählungen. Kiew 1876.
- Geld bringt Tod[20]
- Die habgierige Popenfrau[20]
- Der Diakon Tyt Hryhorowytsch[20]
- Der Diakon und der Kirchendiener[20]
- Die undankbaren Söhne und die Schatulle[20]
- März, April und Mai[21]
- Die Teufel und der Tabak[21]
- Der Branntwein[2]

M. Dykarev
Volksmärchen und Schwänke am Schwarzen Meer. 1896.
- Jesus und die Salzfuhrleute

Zusammenkünfte der Dorfjugend in der Ukraine. Aus dem Nachlaß von M. Dykarev. 1918.
- Der Gerber Ivan und seine Frau
- Vom Schüler, der die Sauberkeit mit der Schönheit auf die Höhe schickte

Mychajlo Halycja: Märchen der grünen Berge. Uschhorod 1965.
- Wie ein Bauer mit einem Bären die Wirtschaft führte
- Der Weiße Almriese
- Die Schöne Anna
- Der Zar des Wilden Waldes
- Von dem Berg, der mit seiner Spitze bis zum Himmel reichte
- Das Märchen von Rose Iwan

Wolodymyr Hnatjuk
Ethnographische Materialien aus der Ungarischen Rus’. Bd. 1: Legenden und Novellen. Lwiw 1897.
- Die Wundermaschine

Ethnographische Materialien aus der Ungarischen Rus’. Bd. 2: Märchen, Tiermärchen, Sagen über geschichtliche Personen, Schwänke. Lwiw 1898.
- Der Hunde-Janko und seine Heldentaten
- Wie ein junger Baron Amerika suchte

M. Hyrjak: Ukrainische Volksmärchen der Ostslowakei. Prešov 1966.
- Der Arme vor Gericht
- Die Frau, ihr Mann und der Liebhaber

Jarošenko: Ein ukrainisches Märchen in phonetischer Transkription. 1909.
- Die bösen Hausgeister

Andrij Kalyn: Karpatoukrainische Märchen von Andrij Kalyn. Uschhorod 1959.
- Soll man vor dem Kreuze oder vor dem Galgen beten?
- Der Pope und sein Diener
- Das Märchen von der treuen Ehefrau

Oskar Kolberg
Ethongraphische Skizze. Warschau 1889.
- Der Hund und der Wolf[20]
- Das Verjüngungswasser[20]
- Der Goldvogel und die Meerjungfrau[20] (vgl. Der goldene Vogel)
- Die Wunderochsen[20]
- Der Reiche[20]

Pokuttja-Gebiet. Ethnographisches Bild. Bd. 4. Krakau 1889.
- Der geizige Pfarrer
- Der Lügner und der Oberlügner

Chelmer Gebiet. Ethnographisches Bild. Bd. 2. Krakau 1891.
- Der Wachposten an der grünen Eiche

V. Korolovyč: Drei goldene Worte. Uschhorod 1968.
- Vom treuen Kameraden
- Der Seidenstaat
- Der Baum bis zum Himmel
- Die schwarze Bergwiese

Vas. Kravčenko: Volkserzählungen und Märchen, gesammelt von Vas. Kravčenko. Band 2, Schytomyr 1914.
- Von dem Bauern, der Geld auf Zinsen verborgte
- Von der Mutter in der Hölle

Pantelejmon Kulisch
Ukrainische Volkssagen. Gesammelt von P. Kuliš. 2 Bände, Moskau 1847/1893.
- Der Hahn und die Henne

Notizen über Südrußland. Hg. von P. Kuliš. 2 Bände, Petersburg 1856/1857.
- Die Hirtenflöte vom Schneeballstrauch

P. V. Lintur: Wie ein Mensch eine Hexe beschlug. Uschhorod 1966.
- Der Erzsünder
- Die Ersten werden die Letzten sein und die Letzten die Ersten
- Das Unglück
- Welche Liebe ist die beste?
- Der erstickte Heilige Geist
- Auf der Welt gibt`s noch Dümmere als meine Frau

Iwan Manschura: Märchen, Sprichwörter u. ä. Charkiw 1890.
- Der Iltis
- Der Soldat und der Tod
- Wie ein Bauer einen Gutsherrn anführte
- Der Geldbeutel

Rokossowska: Märchen aus dem Dorf Jurkowszczyzna. 1897.
- Frau Wind
- Das Glück des Armen

Osyp Rozdolsky
Volksmärchen aus Galizien. Teil 2. Lwiw 1899.
- Vom Feldwebel und dem Landwehrmann

Volksnovellen aus Galizien. Lwiw 1900.
- Wie Märchen Geld bringen

Volodymyr Šuchevyč: Das Huzulenland. 5 Bände, Lwiw 1900–1908.
- Undank ist der Welt Lohn[20]
- Wie ein junger Bursche die Furcht suchte[20]
- Die drei Schäfer Gottes[21]
- Wie ein Armer Seelen aus der Hölle herausholte[21]
- Wie man sich mit dem Erzählen retten kann[21]
- Wer die Märchen ersinnt[21]

H. Suchobrus und V. Juzvenko: Ukrainische Volksmärchen, Legenden und Anekdoten. Kiew 1957.
- Iwan-Pobywan
- Das Märchen von Ilja Muromez und Räuber Nachtigall
- Wie ein Soldat den Zaren überlistete
- Das Hasenfett

Verchratskyj: Über die Mundart der Lemken in Galizien. Lwiw 1902.
- Vom Teufel, der ein böses Weib heiratet

Weitere Märchen
- Der ungeborene Zarensohn[20]
- Wie ein alter Mann drei Böcke melkte (Ukrainische Volksmärchen. Lwiw 1966)[20]
- Der unersättliche Pope (Kiew 1939)[20]
- Der Schnupftabak und der Rauchtabak (Žytje i Slovo. Vistnyk literatury, istorii i fol’kloru. Lwiw 1894–1897.[32])[2]

Ethnografischer Sammelband. Band 1, ab 1897.
- Wie der Wolf Dorfschulze werden wollte
- Wie es den Wolf nach den Ziegenkindern gelüstete
- Der Bär und der Huzule
- Eine Zaubergeige entdeckt den Brudermörder
- Der Natternmensch
- Die Zarensöhne als Schwäne
- Der Och (auch Vom Zauberer Och)[34]
- Vom Recken Bums Hufsohn
- Wie ein König seinen Sohn töten lassen wollte, wie dieser fortlief, Schafhirt war und später dann König wurde
- Vom schönen Josef
- Christus, Petrus und Paulus als Drescher
- Der Ritter und der Tod
- Die Vernunft und das Glück
- Die drei Generationen
- Die drei Berufe
- Der Bauer, seine Frau und der Pope
- Der Diakon als Dieb und der Pope als Wahrsager

Etnografičnyj Zbirnyk. Lwiw 1895–1916.
- Der heilige Michael als Gendarm
- Gottes Schmied
- Einst war die Frau mächtiger als der Mann

Weitere Bücher
Slawische Märchen. Artia Verlag, Prag 1971; erzählt von V. Stanovský, O. Sirovátka und R. Lužík.
- Der vergeßliche Joseph
- Großvater Jegorijs lustige Streiche

Märchen der Völker der Sowjetunion – Märchen aus der Ukraine, Belorussland und Moldawien. Raduga-Verlag, Moskau 1987.
- Vom Armen und vom Rabenkönig